# Reacción de Grignard

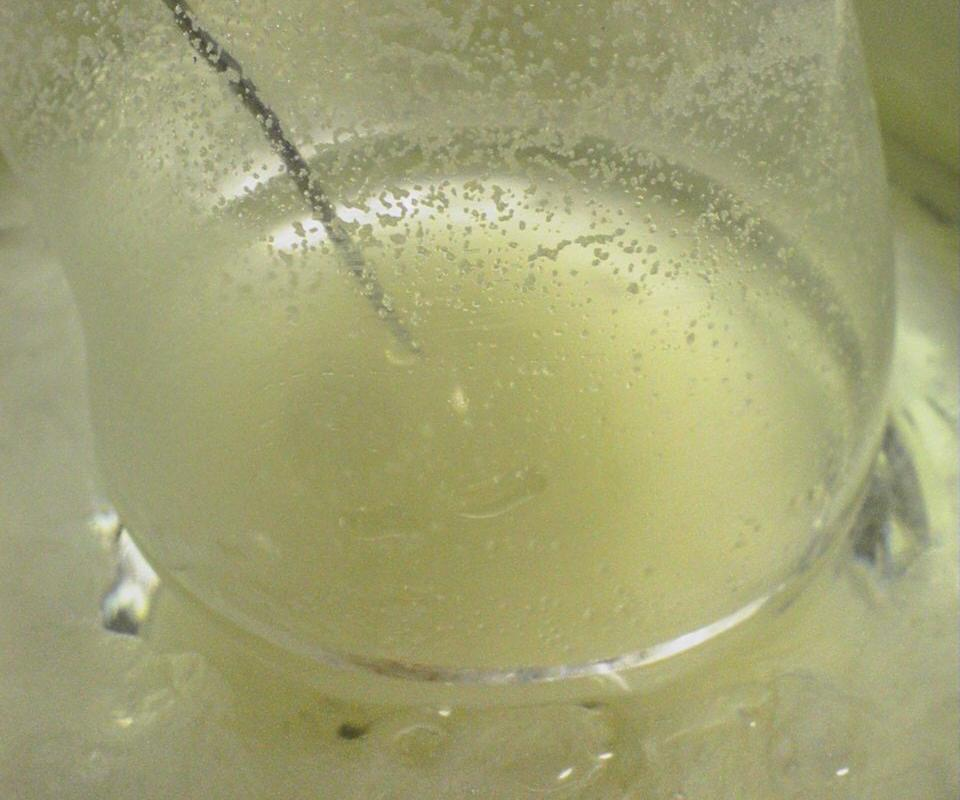
Se añade una solución de un compuesto carbonilo a un reactivo de Grignard.

La reacción de Grignard (pronunciada /ɡriɲar/) es una reacción química organometálica en la que haluros de alquilo, vinilo o aril - magnesio (reactivo de Grignard) se agregan a un grupo carbonilo en un aldehído o cetona. Esta reacción es importante para la formación de enlaces carbono-carbono. La reacción de un haluro orgánico con magnesio no es una reacción de Grignard, pero proporciona un reactivo de Grignard.
Las reacciones y los reactivos de Grignard fueron descubiertos y reciben el nombre del químico francés François Auguste Victor Grignard (Universidad de Nancy, Francia), quien lo publicó en 1900 y recibió el Premio Nobel de Química de 1912 por este trabajo.

## Mecanismo de reacción
El carbono unido al magnesio funciona como un nucleófilo, atacando el átomo de carbono electrofílico que está presente dentro del enlace polar de un grupo carbonilo. La adición del reactivo de Grignard al carbonilo generalmente se realiza a través de un estado de transición de anillo de seis miembros.